# Borondougou
Borondougou è un comune rurale del Mali facente parte del circondario di Mopti, nella regione omonima.
Il comune è composto da 5 nuclei abitati:
- Bogo
- Diambacourou (centro principale)
- Foussi
- Komio
- Singo